# FV Donaueschingen
Dernière mise à jour : 18 mars 2011.
Le FV Donaueschingen était un club allemand de football localisé à Donaueschingen dans le Südbaden.
Ce club fut formé dans sa forme actuelle lors d’une fusion, survenue en 1972 entre deux cercles de la localité: le SV Donaueschingen et le Sportfreunde Rot-Weiss Donaueschingen.

## Histoire (football)
Le club fut fondé en 1920 sous l’appellation de FC Donaueschingen. Ce club fut renommé SV Donaueschingen peu après la Seconde Guerre mondiale. Il participa à la Fussball Oberliga Südwest 1945-1946, une des toutes premières compétitions réorganisées après e conflit.
En 1972, il fusionna avec son voisin du Sportfreunden Rot-Weiss Donaueschingen pour former le FV Donaueschingen. 
Le plus grand succès sportif de club fut la conquête du titre de Verbandsliga Südbaden en 1994 qui lui permit de monter en Oberliga Baden-Württemberg, une ligue qui devenait, à ce moment, le 4e niveau du football allemand. Le cercle ne put éviter la dernière place et le retour en Verbandsliga
Le FV Donaueschingen remporta la Südbadischer Pokal en 1996. Cela lui permit de prendre part à la DFB-Pokal 1996-1997. Il s’inclina, au premier tour, contre le 1. FC Köln (1-3).
Au terme de la saison 2009-2010, le FV Donaueschingen remporta sa série de Landesliga et put remonter en Verbandsliga Südbaden, soit le 6e niveau de la hiérarchie de la DFB.
En 2018, le club arrête son activité à la suite de difficultés financières.

## Palmarès
- Champion de la Verbandsliga Südbaden: 1994.
- Champion de la Landesliga: 1984, 1988, 2006, 2010.
- Vainqueur de la Südbadischer Pokal: 1996.

## Joueur connus
- Martin Braun joua pour SC Freiburg et le 1. FC Köln.
- Ali Güneş joua pour SC Freiburg et fut International turc .
- Markus Schuler joua pour Hannover SV 96 et DSC Arminia Bielefeld.
- Souleymane Sané, joua pour le SG Wattenscheid 09 et le 1. FC Nürnberg, et fut International sénégalais.